# Arigomphus submedianus
Arigomphus submedianus – gatunek ważki z rodziny gadziogłówkowatych (Gomphidae). Występuje na terenie Ameryki Północnej.